# بزرگ‌راه ۷ انتاریو
بزرگ‌راه ۷ انتاریو (انگلیسی: Ontario Highway 7) و از لحاظ تاریخی به عنوان بزرگراه شمالی، بزرگ‌راهی است که به صورت استانی در استان انتاریو نگهداری می‌شود. بزرگراه ۷ در اوج خود ۷۱۶ کیلومتر (۴۴۵ مایل) طول داشت که از بزرگراه ۴۰ شرقی سارنیا در انتاریو جنوب باختری تا بزرگراه ۱۷ در غرب اتاوا در انتاریوی شرقی امتداد داشت.